# Kelly Loeffler
Kelly Loeffler (ur. 27 listopada 1970 w Bloomington) – amerykańska bizneswoman i polityk, w latach 2020–2021 senator Stanów Zjednoczonych ze stanu Georgia, członkini Partii Republikańskiej.
Urodziła się w rodzinie zamożnych farmerów w Bloomington, w stanie Illinois, jej ojciec posiadał duże gospodarstwo rolne. Ukończyła studia na University of Illinois w 1992 roku. W 1997 roku rozpoczęła studia MBA na DePaul University. Pracowała jako managerka w należącej do New York Stock Exchange firmie Intercontinental Exchange w Atlancie. Jest współwłaścicielką klubu WNBA Atlanta Dream. Jest żoną Jeffreya Sprechera, prezesa New York Stock Exchange.
W 2019 roku Loeffler została wskazana przez gubernatora Georgii Briana Kempa do kontynuowania kadencji senatora Johnny'ego Isaksona, który rezygnował z urzędu ze względu na zły stan zdrowia. Loeffler objęła urząd 6 stycznia 2020 roku, stając się pierwszą od 97 lat kobietą reprezentującą Georgię w Senacie Stanów Zjednoczonych.